# Estación de Avenida Carrilet
Hospitalet-Av. Carrilet (FGC) o Avenida Carrilet (en catalán Avinguda Carrilet) (TMB) es un intercambiador multimodal situado en el cruce de la rambla Marina con la Avenida del Carrilet en Hospitalet de Llobregat. Es punto de enlace de la línea 1 y la línea 8 de Metro de Barcelona con las ocho líneas de FGC de la línea Llobregat-Noya S3, S4 y S8, S9, R5, R6, R50 y R60).
En 1912 se inauguró la estación de Ferrocarriles de la Generalidad de Cataluña que se ubicaba en superficie, pero en 1985 se soterró la línea entre Sant Josep y Cornellà-Riera inaugurándose la nueva estación subterránea, construyéndose en superficie la avenida del Carrilet (Carrilet es el nombre coloquial de las líneas de FGC de ancho métrico que dan servicio al Bajo Llobregat y Noya). La estación de metro es subterránea y queda perpendicular a la de FGC. La estación de metro se inauguró el 24 de abril de 1987.
| << cabecera                 | < estación              | línea               | estación >           | cabecera >>                    |
| --------------------------- | ----------------------- | ------------------- | -------------------- | ------------------------------ |
| Metro                       |                         |                     |                      |                                |
| Hospital de Bellvitge       | Bellvitge Rambla Marina |                     | Rambla Just Oliveras | Fondo                          |
| Línea Llobregat-Noya de FGC |                         |                     |                      |                                |
| Barcelona-Plaza España      | Sant Josep              |                     | Almeda               | Molí Nou \| Ciutat Cooperativa |
| Barcelona-Plaza España      | Sant Josep              | Can Ros             | Almeda               |                                |
| Barcelona-Plaza España      | Sant Josep              | Olesa de Montserrat | Almeda               |                                |
| Barcelona-Plaza España      | Sant Josep              | Martorell Enlace    | Almeda               |                                |
| Barcelona-Plaza España      | Sant Josep              | Quatre Camins       | Almeda               |                                |
| Barcelona-Plaza España      | Sant Josep              | Manresa Baixador    | Almeda               |                                |
| Barcelona-Plaza España      | Sant Josep              | Igualada            | Almeda               |                                |
| Barcelona-Plaza España      | Sant Josep              | Manresa Baixador    | Almeda               |                                |
| Barcelona-Plaza España      | Sant Josep              | Igualada            | Almeda               |                                |